# Jan Roman (męczennik)
Jan Roman (zm. 8 września 1628 w Japonii) – tercjarz franciszkański (OFS), męczennik chrześcijański i błogosławiony Kościoła katolickiego.
Jan Roman był katolikiem. Żył w Japonii na przełomie XVI i XVII wieku. Gościł w swym domu misjonarzy pracujących na Wyspach Japońskich, przewożąc ich własną łodzią. Był katechistą. Więziony najpierw w Ōmurze, następnie w Nagasace, nie wyrzekł się wiary.
Ścięto go 8 września 1628.
Jan Roman został beatyfikowany razem z małżeństwem Kacprem i Marią Vaz przez papieża Piusa IX dnia 7 maja 1867 w grupie 205 męczenników japońskich.
Wspomnienie liturgiczne obchodzone jest w dies natalis (8 września) lub w grupie męczenników 10 września.